# 亞塞諾克
50°42′5″N 35°7′46″E / 50.70139°N 35.12944°E
亞塞諾克（烏克蘭語：Ясенок）是位於烏克蘭東北部的村莊，由蘇梅州蘇梅區的克拉斯諾皮利亞市鎮負責管轄。該村處於博羅姆利亞河畔，距離伊瓦赫尼夫卡、維德尼夫卡和哈波尼夫卡2公里，海拔高度169米，2001年人口94。